# Edmund Schulthess
Edmund Schulthess (Villnachern, 2 marzo 1868 – Berna, 22 aprile 1944) è stato un politico svizzero.
Nel luglio 1912 è stato eletto nel Consiglio federale svizzero, rimanendovi fino all'aprile 1935. Per tutta la durata del mandato ha guidato il Dipartimento dell'economia pubblica, fino al 1915 noto come Dipartimento del commercio, dell'industria e dell'agricoltura.
Ha ricoperto la carica di Presidente della Confederazione svizzera quattro volte: nel 1917, nel 1921, nel 1928 e nel 1933.